# Pigiopsis
Pigiopsis là một chi bướm đêm thuộc họ Geometridae.